# نینتندو سوئیچ ۲
نینتندو سوئیچ ۲ (ژاپنی: ニンテンドースイッチ2 هپبورن: Nintendō Suitchi Tsū) یک کنسول بازی ویدئویی ترکیبی است که توسط نینتندو ساخته شده است. این کنسول جانشین مستقیم نینتندو سوئیچ است که ۸ سال قبل از آن معرفی شد.

## تاریخچه
شرکت نینتندو کنسول نینتندو سوئیچ اصلی را در مارس ۲۰۱۷ منتشر کرد که در پی شکست تجاری وی یو توسعه یافت. سوئیچ به عنوان یک کنسول ترکیبی قابل حمل، رومیزی، و پیکربندی داک، همراه با کنترلرهای جویکان‌ است که قادر به جدا شدن از واحد اصلی برای این پیکربندی‌ها بود. در مقایسه با دیگر کنسول‌های موجود در بازار در آن زمان، از جمله پلی‌استیشن ۴ و ایکس‌باکس وان، سوییچ از سخت‌افزار محاسباتی کم‌قدرت‌تری برای پایین نگه‌داشتن قیمت واحد استفاده می‌کرد، اما برای قدرت بخشیدن به انواع بازی‌هایی که خود نینتندو معمولاً منتشر می‌کند کافی بود؛ و این بخشی از استراتژی بلند مدت اقیانوس آبی این شرکت برای متمایز کردن خود از دیگر سازندگان کنسول بود. سوییچ پرفروش‌ترین کنسول خانگی نینتندو محسوب می‌شود، و تا سال ۲۰۲۳ سومین کنسول بازی پرفروش تمام دوران پس از پلی‌استیشن ۲ و نینتندو دی‌اس به‌شمار می‌رود. در زمان رونمایی از نینتندو سوئیچ ۲ در ژانویه ۲۰۲۵، سوییچ بیش از ۱۴۶ میلیون دستگاه در سراسر جهان فروخته بود.